# محركات ميرلين الصاروخية

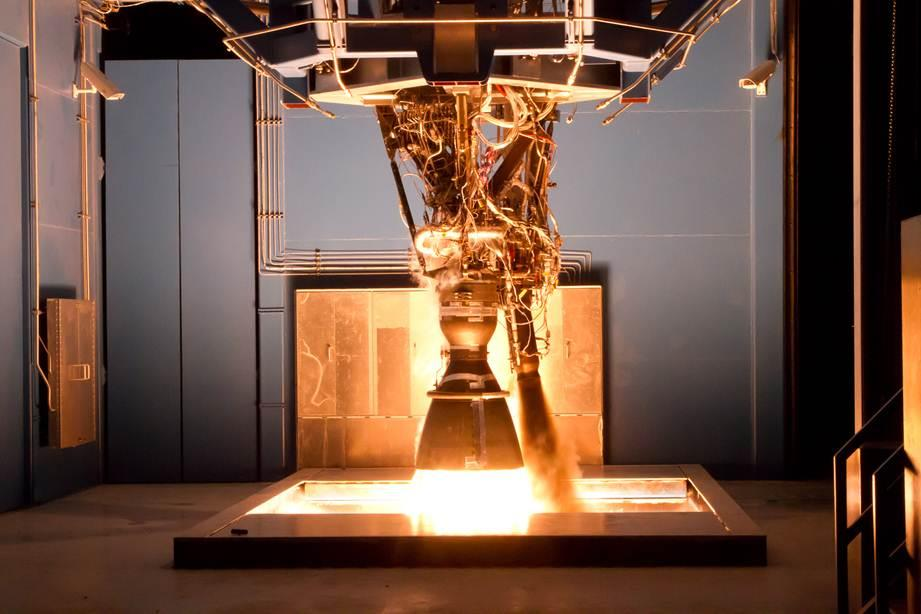
اختبار إطلاق صاروخ ميرلين 1 دي في منصة ماكجريجور التابعة لشركة سبيس إكس

ميرلين هي عائلة محركات صاروخية طورتها شركة سبيس إكس لاستخدامها في صواريخ فالكون 1 وفالكون 9 وفالكون الثقيل. تستخدم محركات ميرلين وقود آر بّي 1 والأكسجين السائل لدفع الصواريخ في دورة توليد طاقة بالغاز. صُمم محرك ميرلين في الأصل ليكون مناسبًا لعمليات الاستعادة من البحر وإعادة الاستخدام، ولكن منذ عام 2016، يجري استعادة صاروخ فالكون 9 بالكامل لإعادة استخدامه عن طريق الهبوط عموديًا على منصة هبوط باستخدام أحد محركات ميرلين التسعة.
يُعتبر الحاقن الموجود داخل محرك ميرلين محور ارتكاز رأسي استُخدم لأول مرة في محرك هبوط وحدة أبولو القمرية. يتم ضخ الوقود بواسطة مضخة توربينية أحادية المحور ذات دفاعة مزدوجة. توفر المضخة التوربينية أيضًا سائلًا عالي الضغط للمشغلات الهيدروليكية، التي يُعاد تدويرها بعد ذلك في مدخل الضغط المنخفض. يلغي هذا الحاجة إلى نظام هيدروليكي منفصل ويحول دون فشل التحكم في توجيه الدفع بفعل نفاد السائل الهيدروليكي.

## النسخ

### ميرلين 1 إيه

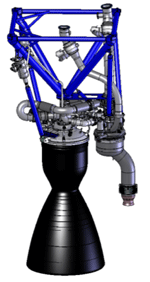
ميرلين 1 إيه

استخدم الإصدار الأولي، ميرلين 1 إيه، فوهة من البوليمر المقوى بألياف الكربون غير مكلفة وقابلة للاستهلاك ومبردة بالإسئصال. نتنج هذه النسخة قوة دفع تساوي 340 كيلو نيوتن (76000 باوند قوة). أُطلِق محرك ميرلين 1 إيه مرتين فقط: الأولى في 24 مارس 2006، عندما اشتعلت فيه النيران بسبب تسرب الوقود بعد وقت قصير من الإطلاق، والمرة الثانية بنجاح في 21 مارس 2007. في كلتا المرتين، انطلق المحرك على متن المرحلة الأولى لصاروخ فالكون 1.
كان تصميم المضخة التوربينية الخاصة بسبيس إكس جديدًا تمامًا، وبُنيت بالتعاقد مع شركة باربر نيكولز في عام 2002، التي قامت بتنفيذ جميع عمليات التصميم والتحليل الهندسي والبناء؛ كانت الشركة قد عملت سابقًا على المضخات التوربينية ضمن برامج آر إس 88 (بانتام) وفاستراك التابع لناسا. استخدمت المضخة التوربينية الخاصة بالمحرك عمودًا رئيسيًا ملحومًا بالاحتكاك، مع نهايات من سبائك إنكونيل 718 ودفاعة آر بّي 1 مصنوعة من الألمنيوم في المنتصف. بُني غطاء المضخة التوربينية باستخدام سبك الاستثمار، مع سبائك إنكونيل في نهاية التوربين، والألمنيوم في المركز، والفولاذ المقاوم للصدأ من السلسلة 300 في نهاية الأكسجين السائل. اعتمد التوربين على تصميم عملية الدخول الجزئي (يتم إدخال المائع التشغيلي فقط من خلال جزء من دورة التوربين؛ أي من قوس وليس من المحيط بالكامل) وبلغ معدل دورانه 20000 دورة في الدقيقة، بكتلة إجمالية قدرها 68 كيلوجرام (150 باوند).

### ميرلين 1 بي
كان محرك ميرلين 1 بي نسخةً مطورة من محرك ميرلين 1 إيه. تم تطوير المضخة التوربينية بواسطة شركة باربر نيكولز لصالح سبيس إكس. كان المحرك مخصصًا لصاروخ فالكون 1، وقادرًا على إنتاج قوة دفع تساوي 380 كيلو نيوتن (85000 باوند قوة) عند مستوى سطح البحر و420 كيلو نيوتن (95000 باوند قوة) في الفراغ، بينما بلغ اندفاعه النوعي 261 ثانية (2.56 كيلومتر/ثانية) عند مستوى سطح البحر و303 ثانية (2.97 كيلومتر/ثانية) في الفراغ.
حُسن محرك ميرلين 1 بي مقارنةً بنسخة 1 إيه من خلال ترقية التوربين، ما أدى إلى زيادة إنتاج الطاقة من 1500 كيلوواط (2000 حصان) إلى 1900 كيلو واط (2500 حصان). تم ترقية التوربين عن طريق إضافة فوهات إضافية، وتحويل تصميم الإدخال الجزئي السابق إلى تصميم الإدخال الكامل. كانت الدفاعات المكبرة قليلًا لوقود آر بّي 1 والأكسجين السائل جزءًا من الترقية. دار هذا النموذج بسرعة 22000 دورة في الدقيقة وتمتع بضغوط تفريغ أعلى. لم تتغير كتلة المضخة التوربينية البالغة 68 كيلوجرام (150 باوند). بالإضافة إلى ذلك، استُعملت تقنية الاشتعال التلقائي تي تيب عوضًا عن الاشتعال بالشعلة.
كان من المقرر أن يُستخدم ميرلين 1 بي لأول مرة لإطلاق صاروخ فالكون 9، الذي ستشمل مرحلته الأولى تسع محركات. نظرًا للخبرة المكتسبة من المرحلة الأولى لفالكون 1، قررت سبيس إكس الانتقال لتطوير محرك ميرلين 1 سي، الذي تمتع بتقنية التبريد المتجدد. لذلك، لم يُستخدم ميرلين 1 بي في أي عملية إطلاق.

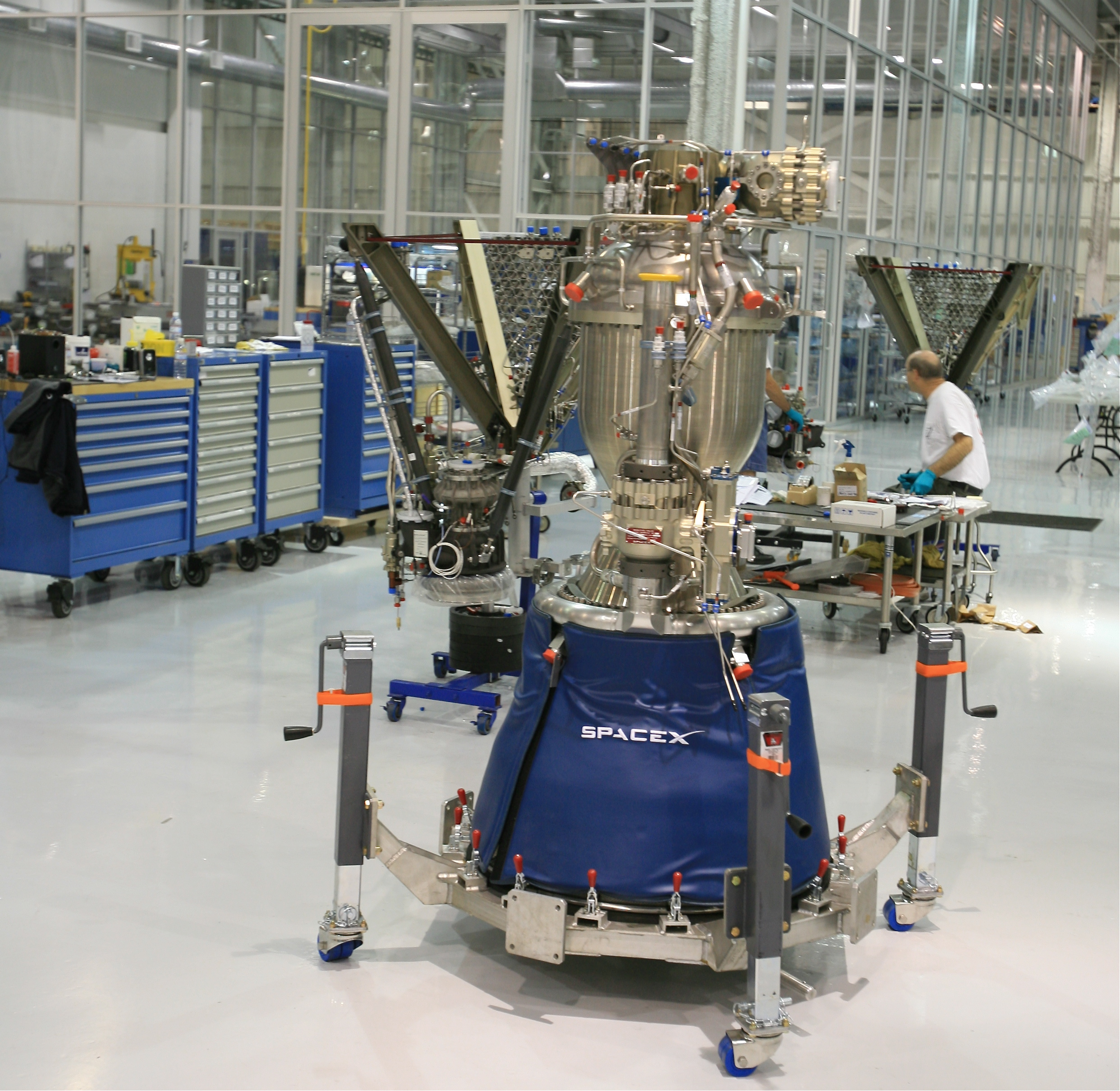
محرك ميرلين 1 سي قيد الإنشاء في مصنع سبيس إكس